# محمد حسين هيكل
محمد حسين هيكل (1305 هـ / 1888 - 1376 هـ / 1956م) شاعرٌ وأديبٌ وسياسي مصري كبير، ولد في 20 أغسطس 1888م الموافق 12 ذو الحجة 1305 هـ في قرية كفر غنام في مدينة المنصورة، محافظة الدقهلية، مصر.
درس القانون في مدرسة الحقوق الخديوية بالقاهرة وتخرج منها في عام 1909م. حصل على درجة الدكتوراه في الحقوق من جامعة السوربون في فرنسا سنة 1912م، ولدى رجوعه إلى مصر عمل في المحاماة 10 سنين، كما عمل بالصحافة. اتصل بأحمد لطفي السيد وتأثر بأفكاره، والتزم بتوجيهاته، كما تأثر بالشيخ محمد عبده وقاسم أمين وغيرهم.
كان عضوا ًفي لجنة الثلاثين التي وضعت دستور 1923، أول دستور صدر في مصر المستقلة وفقاً لتصريح 28 فبراير 1922م. لما أنشأ حزب الأحرار الدستوريين جريدة أسبوعية باسم السياسة الأسبوعية عُيِّن هيكل في رئاسة تحريرها سنة 1926. اختير وزيراً للمعارف في الوزارة التي شكلها محمد محمود عام 1938م، ولكن تلك الحكومة استقالت بعد مدة، إلا أنه عاد وزيراً للمعارف مرة ثانية سنة 1940م في وزارة حسين سري، وظل بها حتى عام 1942م، ثم عاد وتولى هذا المنصب مرة أخرى في عام 1944م، وأُضيفت إليه وزارة الشؤون الاجتماعية سنة 1945م.
اختير سنة 1941م نائبًا لرئيس حزب الأحرار الدستوريين، ثم تولى رئاسة الحزب سنة 1943م، وظلَّ رئيساً له حتى ألغيت الأحزاب بعد قيام ثورة 23 يوليو 1952. تولى رئاسة مجلس الشيوخ سنة 1945م وظل يمارس رئاسة هذا المجلس التشريعي حتى يونيو 1950م حيث أصدرت حكومة الوفد المراسيم الشهيرة التي أدت إلى إخراج هيكل وكثير من أعضاء المعارضة من المجلس نتيجة الاستجوابات التي قدمت في المجلس وناقشت اتهامات وجهت لكريم ثابت أحد مستشاري الملك فاروق. تولى أيضاً تمثيل السعودية في التوقيع على ميثاق جامعة الدول العربية عام 1945م، كما رأس وفد مصر في الأمم المتحدة أكثر من مرة.

## إنتاجه الأدبي
- 1914 – رواية زينب (تحولت لأول فيلم صامت بمصر)
- 1925 – في أوقات الفراغ:[3] مجموعة رسائل أدبية تاريخية أخلاقية فلسفية
- 1929– تراجم مصرية وغربية[4]
- 1931 – ولدي[5]
- 1933 – ثورة الأدب[6]
- 1935 – حياة محمد[7]
- 1937 – في منزل الوحي
- 1942 – الصديق أبو بكر[8]
- 1944 – الفاروق عمر[9]
- 1955 – هكذا خلقت: قصة طويلة
- 1960 – الإمبراطورية الإسلامية والأماكن المقدسة
- 1964 – الإيمان والمعرفة والفلسفة
- 1964 – عثمان بن عفان: بين الخلافة والملك
- 1969 – قصص مصرية
- شرق وغرب

## كتب عنه
- خليل الشيخ، الاستجابة الموضوعية: قراءة في نقد محمد حسين هيكل وتأثير النقد الأوروبي فيه، مجلة البصائر، 1998.

## وفاته
توفي يوم السبت 5 جمادى الأولى 1376 هـ الموافق 8 ديسمبر 1956م عن عمر يناهز 68 عامًا.